# Sant’Aniello a Caponapoli (Nápoly)
A Sant’Aniello a Caponapoli vagy Sant’Agnello Maggiore vagy Santa Maria Intercede templom Nápoly történelmi központjában.

## Története
Eredete a 6. századra vezethető vissza, amikor is Szent Agnellus, nápolyi püspök sikeresen elhárította a longobárd inváziót. A hagyomány szerint az ifjú püspök szülei építettek ezen a helyen egy templomot Santa Maria Intercede név alatt, megköszönve a Szűzanyának fiuk születését. A később szentté avatott püspököt ide temették el. A templomot 1517-ben teljesen átépítették Giovanni Maria Poderico püspök jóvoltából. A második világháborúban bombatámadás érte, de helyreállították. Az 1980-as földrengésben súlyosan megsérült és használhatatlanná vált. Márvány padlójának nagy részét ezt követően lopták el. Hosszas restaurálási munkálatok után, 2011-ben nyitotta meg ismét kapuit.

## Leírása
Műtárgyait elosztották más templomok és múzeumok között. A templombelsőt érdekes domborművek díszítik, amelyek alkotói ismeretlenek. A padló alatt feltárták egy ókeresztény templom romjait.